# Embers (film 1916)
Embers è un film muto del 1916 diretto da Arthur Maude. Prodotto dalla American Film Manufacturing Company, il film aveva come interpreti Constance Crawley, lo stesso regista Arthur Maude nel ruolo del marito, Nell Franzen e William A. Carroll.

## Trama
Quando perde il suo bambino subito dopo la nascita, Rhea Woodley è disperata. I medici le dicono che non potrà affrontare un'altra gravidanza e lei si chiude nel suo dolore. Vedendo che Martin, il marito, sembra interessarsi a Maysie Stafford, sua cugina, Rhea gli propone di divorziare così lui potrà rifarsi una vita normale (e con figli) con la ragazza. Ma lui respinge quell'idea assurda. Rhea, allora, nel tentativo di offrirgli comunque la libertà, finge di avere una relazione con Wesley, un suo vecchio corteggiatore. Questa volta, Martin ci casca e chiede il divorzio. Rhea, invece di continuare il suo rapporto con Wesley, si ritira in un ospedale, cedendo alla depressione. I medici giungono alla conclusione che l'unica maniera di salvarla sia quella di affidarle un bambino orfano di cui occuparsi. Il piccolo dà un nuovo significato alla sua vita e quando un giorno Martin, che ha trovato il suo diario dove lei svela il piano che coinvolge Wesley, corre da lei, i due coniugi finalmente si riuniscono, adottando l'orfano che, con loro, trova una nuova casa.

## Produzione
Il film fu prodotto dall'American Film Manufacturing Company.

## Distribuzione
Distribuito dalla Mutual, il film uscì nelle sale statunitensi il 2 marzo 1916.
Non si conoscono copie ancora esistenti della pellicola che viene considerata presumibilmente perduta.